# Liste von Terroranschlägen im Jahr 1996
Die Liste von Terroranschlägen im Jahr 1996 enthält eine unvollständige Auswahl von Terroranschlägen, die im Jahr 1996 passierten. Attentate werden gesondert in der Liste bekannter Attentate behandelt. Die Liste von Sprengstoffanschlägen listet auch nichtterroristische Anschläge. Die Liste von Flugzeugentführungen enthält eine Liste mit meist terroristischem Hintergrund. Im Artikel Rechtsterrorismus werden weitere terroristische Anschläge aufgezählt.

## Erläuterung
In der Spalte Politische Ausrichtung ist die politische bzw. weltanschauliche Einordnung der Täter angegeben: faschistisch, rassistisch, nationalistisch, nationalsozialistisch, sozialistisch, kommunistisch, antiimperialistisch, islamistisch (schiitisch, sunnitisch, deobandisch, salafistisch, wahhabitisch), hinduistisch. Bei vorrangig auf staatliche Unabhängigkeit oder Autonomie zielender Ausrichtung ist autonomistisch vorangestellt, gefolgt von der Region oder der Volksgruppe und ggf. weiteren Merkmalen der Täter: armenisch, irisch (katholisch), kurdisch, tirolisch, tschetschenisch, dagestanisch, punjabisch (sikhistisch), palästinensisch.
Die Opferzahlen der Anschläge werden farbig dargestellt:

Die Zahl bei den Anschlägen getöteter/verletzter Täter ist in Klammern ( ) gesetzt.

## Januar
| Datum/Beginn    | Betroffenes Land | Anschlag                 | Täter                           | Politische Ausrichtung                  | Mittel                             | Ziel                    | Tote    | Verletzte | Hintergrund              |
| --------------- | ---------------- | ------------------------ | ------------------------------- | --------------------------------------- | ---------------------------------- | ----------------------- | ------- | --------- | ------------------------ |
| 03. Januar 1996 | Indien           | Anschlag in Neu-Delhi    | Jammu and Kashmir Islamic Front |                                         | Autobombe                          | Markt                   | 13      | 38        | Aufstand in Kaschmir     |
| 03. Januar 1996 | Burundi          | Anschlag in Bururi       |                                 |                                         | Schusswaffe(n), Machete(n)         | Dorf                    | 7       | 20        | Völkermorde in Burundi   |
| 07. Januar 1996 | Pakistan         | Anschlag in Karatschi    |                                 |                                         | Sprengstoff                        | Bus                     | 7       | 35        |                          |
| 08. Januar 1996 | Philippinen      | Anschlag in Kabacan      | MNLF                            | autonomistisch, föderalistisch          | Schusswaffe(n)                     | Gemeinde                | 4       | 60        | Moro-Konflikt            |
| 09. Januar 1996 | Ghana            | Anschlag in Cape Coast   |                                 |                                         | Machete                            | Nonnen                  | 2       | 0         |                          |
| 11. Januar 1996 | Pakistan         | Anschlag in Shorkot      |                                 |                                         | Schusswaffe(n)                     | Markt                   | 9       | 20        |                          |
| 15. Januar 1996 | Algerien         | Anschlag in Blida        |                                 |                                         | Autobombe                          | Hotel                   | 5       | 25        | Algerischer Bürgerkrieg  |
| 18. Januar 1996 | Deutschland      | Anschlag in Lübeck       | vermutlich Neonazis             | neonazistisch, xenophob                 | Brandstiftung                      | Asylbewerberheim        | 10      | 55        |                          |
| 18. Januar 1996 | Pakistan         | Anschlag in Lahore       |                                 |                                         | Sprengstoff                        | Schule                  | 0       | 23        |                          |
| 22. Januar 1996 | Sri Lanka        | Anschlag in Anuradhapura | LTTE                            | autonomistisch, tamilisch-sozialistisch | Panzerfaust                        | Dorf                    | 22      | 10        | Bürgerkrieg in Sri Lanka |
| 23. Januar 1996 | Bangladesch      | Anschlag in Sylhet       | Bangladesh Nationalist Party    | nationalistisch, konservativ            | Sprengstoff                        | Awami-Liga-Kundgebung   | 0       | 52        |                          |
| 27. Januar 1996 | Bangladesch      | Anschlag in Khulna       | Oppositionelle                  |                                         | Schusswaffe(n)                     | Aktivisten              | 1       | 50        |                          |
| 31. Januar 1996 | Sri Lanka        | Anschlag in Colombo      | LTTE                            | autonomistisch, tamilisch-sozialistisch | Selbstmordattentäter mit Autobombe | Bankgebäude, Zivilisten | 90 (+1) | 1400      | Bürgerkrieg in Sri Lanka |

## Februar
| Datum/Beginn     | Betroffenes Land       | Anschlag                                | Täter            | Politische Ausrichtung | Mittel                             | Ziel              | Tote | Verletzte | Hintergrund                           |
| ---------------- | ---------------------- | --------------------------------------- | ---------------- | --- | ---------------------------------- | ----------------- | ---- | --------- | ------------------------------------- |
| 01. Februar 1996 | Estland                | Anschlag in Jõhvi                       |                  | | Sprengstoff                        | Bus               | 1    | 10        |                                       |
| 05. Februar 1996 | Algerien               | Anschlag in Aïn Bessem                  |                  | | Autobombe                          | Krankenhaus       | 5    | 22        | Algerischer Bürgerkrieg               |
| 07. Februar 1996 | Bangladesch            | Anschlag in Chittagong                  | Oppositionelle   | |                                    | Aktivisten        | 0    | 30        |                                       |
| 07. Februar 1996 | Bangladesch            | Anschlag in Barishal                    | Oppositionelle   | |                                    | Aktivisten        | 0    | 30        |                                       |
| 07. Februar 1996 | Bangladesch            | Anschlag in Chittagong                  | Oppositionelle   | |                                    | Aktivisten        | 0    | 30        |                                       |
| 09. Februar 1996 | Vereinigtes Königreich | Anschlag in London                      | PIRA             | autonomistisch, irisch-katholisch | Autobombe                          | Canary Wharf      | 2    | 200       | Nordirlandkonflikt                    |
| 11. Februar 1996 | Algerien               | Anschlag in Algier                      |                  | | Autobombe                          | Regierungsgebäude | 2    | 40        | Algerischer Bürgerkrieg               |
| 11. Februar 1996 | Tadschikistan          | Anschlag in Nohijahoi tobei dschumhurij |                  | | Schusswaffen                       | Versorgungskonvoi | 22   | 0         |                                       |
| 11. Februar 1996 | Algerien               | Anschlag in Algier                      |                  | | Autobombe                          | Pressezentrum     | 18   | 52        | Algerischer Bürgerkrieg               |
| 15. Februar 1996 | Bangladesch            | Anschlag in Chittagong                  | Oppositionelle   | | Schusswaffe(n)                     | Aktivisten        | 2    | 30        |                                       |
| 19. Februar 1996 | Sierra Leone           | Anschlag in Moyamba                     |                  | | Schusswaffen                       | Bauern            | 22   | 5         | Bürgerkrieg in Sierra Leone           |
| 25. Februar 1996 | Israel                 | Anschlag in Jerusalem                   | Hamas            | palästinensisch-nationalistisch, sunnitisch-islamistisch, islamisch-nationalistisch, islamisch-fundamentalistisch, antizionistisch, antisemitisch | Selbstmordattentäter               | Bus               | 26   | 50        | Israelisch-Palästinensischer Konflikt |
| 25. Februar 1996 | Israel                 | Anschlag in Aschkelon                   | Hamas            | palästinensisch-nationalistisch, sunnitisch-islamistisch, islamisch-nationalistisch, islamisch-fundamentalistisch, antizionistisch, antisemitisch | Selbstmordattentäter mit Autobombe | Bushaltestelle    | 2    | 34        | Israelisch-Palästinensischer Konflikt |
| 26. Februar 1996 | Albanien               | Anschlag in Tirana                      |                  | | Sprengstoff                        | Supermarkt        | 5    | 30        |                                       |
| 26. Februar 1996 | Burundi                | Anschlag in Cibitoke                    | Hutu-Extremisten | | Schusswaffe(n)                     | Flüchtlingslager  | 32   | 0         | Völkermorde in Burundi                |

## März
| Datum/Beginn  | Betroffenes Land | Anschlag                   | Täter                | Politische Ausrichtung                                                                   | Mittel                    | Ziel            | Tote | Verletzte | Hintergrund                           |
| ------------- | ---------------- | -------------------------- | -------------------- | ---------------------------------------------------------------------------------------- | ------------------------- | --------------- | ---- | --------- | ------------------------------------- |
| 03. März 1996 | Israel           | Anschlag in Jerusalem      | Hamas                | palästinensisch-nationalistisch, sunnitisch-islamistisch, antizionistisch, antisemitisch | Selbstmordattentäter      | Bus             | 20   | 9         | Israelisch-Palästinensischer Konflikt |
| 04. März 1996 | Israel           | Anschlag in Tel Aviv-Jaffa | Hamas                | palästinensisch-nationalistisch, sunnitisch-islamistisch, antizionistisch, antisemitisch | Selbstmordattentäter      | Einkaufszentrum | 13   | 105       | Israelisch-Palästinensischer Konflikt |
| 07. März 1996 | Bangladesch      | Anschlag in Chittagong     | Shanti Bahini        | autonomistisch                                                                           | Schusswaffen              | Polizei         | 1    | 50        |                                       |
| 08. März 1996 | Uganda           | Anschlag im Norden         | LRA                  | christlich                                                                               | Schusswaffe(n)            | Dörfer          | 28   | 0         | LRA-Konflikt                          |
| 09. März 1996 | Bangladesch      | Anschlag in Barishal       |                      |                                                                                          | Schusswaffen              | Aktivisten      | 0    | 50        |                                       |
| 09. März 1996 | Bangladesch      | Anschlag in Chittagong     |                      |                                                                                          |                           | Aktivisten      | 1    | 20        |                                       |
| 09. März 1996 | Bangladesch      | Anschlag in Chittagong     |                      |                                                                                          | Schusswaffen              | Aktivisten      | 1    | 50        |                                       |
| 10. März 1996 | Uganda           | Anschlag in Karuma         | LRA                  | christlich                                                                               | Schusswaffe(n)            | Buskonvoi       | 21   | 0         | LRA-Konflikt                          |
| 11. März 1996 | Bangladesch      | Anschlag in Chittagong     |                      |                                                                                          |                           | Aktivisten      | 0    | 25        |                                       |
| 11. März 1996 | Sri Lanka        | Anschlag in Batticaloa     | LTTE                 | autonomistisch, tamilisch-sozialistisch                                                  |                           | Polizeieinheit  | 23   | 4         | Bürgerkrieg in Sri Lanka              |
| 13. März 1996 | Uganda           | Anschlag in Karuma         | LRA                  | christlich                                                                               | Schusswaffe(n)            | Bus             | 24   | 0         | LRA-Konflikt                          |
| 13. März 1996 | Philippinen      | Anschlag in Zamboanga City | vermutlich Abu Sajaf | islamistisch, islamisch-fundamentalistisch                                               | Sprengsatz                | Theater         |      | 20        | Moro-Konflikt                         |
| 17. März 1996 | Bangladesch      | Anschlag in Dhaka          |                      |                                                                                          | Sprengstoff, Schusswaffen | Aktivisten      | 0    | 20        |                                       |
| 18. März 1996 | Algerien         | Anschlag in Tizi Ouzou     |                      |                                                                                          | Autobombe                 |                 | 6    | 21        | Algerischer Bürgerkrieg               |
| 19. März 1996 | Uganda           | Anschlag in Pabbo          | LRA                  | christlich                                                                               | Schusswaffe(n)            | Dorf            | 34   | 0         | LRA-Konflikt                          |
| 19. März 1996 | Bangladesch      | Anschlag in Dhaka          | Oppositionelle       |                                                                                          | Sprengstoff               | Parlament       | 0    | 200       |                                       |
| 19. März 1996 | Bangladesch      | Anschlag in Khulna         |                      |                                                                                          |                           | Aktivisten      | 0    | 30        |                                       |
| 20. März 1996 | Algerien         | Anschlag in Laghouat       |                      |                                                                                          | Schusswaffe(n)            | Bus             | 10   | 20        | Algerischer Bürgerkrieg               |

## April
| Datum/Beginn   | Betroffenes Land | Anschlag                  | Täter          | Politische Ausrichtung                          | Mittel       | Ziel                  | Tote | Verletzte | Hintergrund                       |
| -------------- | ---------------- | ------------------------- | -------------- | ----------------------------------------------- | ------------ | --------------------- | ---- | --------- | --------------------------------- |
| 09. April 1996 | Bangladesch      | Anschlag in Chittagong    | Oppositionelle |                                                 |              | Milizionäre           | 0    | 150       |                                   |
| 09. April 1996 | Deutschland      | Anschlag in Essen         |                |                                                 | Messer       | Türkische Zivilistin  | 0    | 1         |                                   |
| 10. April 1996 | Deutschland      | Anschlag in Zwickau       |                |                                                 |              | Türkisches Geschäft   | 0    | 3         |                                   |
| 12. April 1996 | Indien           | Anschlag in Imphal        | PLA            | autonomistisch, maoistisch                      | Sprengstoff  |                       | 5    | 35        | Aufstand im Nordosten Indiens     |
| 14. April 1996 | Pakistan         | Anschlag in Lahore        |                |                                                 | Sprengsatz   | Krankenhaus           | 6    | 30        |                                   |
| 16. April 1996 | Kolumbien        | Anschlag in Nariño        | FARC-EP        | marxistisch-leninistisch, links-nationalistisch | Sprengstoff  | Militärkonvoi         | 31   | 18        | Bewaffneter Konflikt in Kolumbien |
| 16. April 1996 | Indien           | Anschlag in Srinagar      |                |                                                 | Sprengstoff  | Polizeianlage         | 2    | 27        | Aufstand in Kaschmir              |
| 22. April 1996 | Jugoslawien      | Anschlag in Deçan         | UÇK            | autonomistisch, albanisch-nationalistisch       | Schusswaffen | Serbische Restaurants | 2    | 1         | Jugoslawienkriege                 |
| 22. April 1996 | Jugoslawien      | Anschlag in Shtime        |                |                                                 |              | Polizeistation        | 1    | 0         | Jugoslawienkriege                 |
| 22. April 1996 | Jugoslawien      | Anschlag in Peja          | UÇK            | autonomistisch, albanisch-nationalistisch       | Schusswaffen | Polizei               | 0    | 2         | Jugoslawienkriege                 |
| 22. April 1996 | Jugoslawien      | Anschlag in Mitrovica     | UÇK            | autonomistisch, albanisch-nationalistisch       | Schusswaffen | Polizeifahrzeug       | 1    | 1         | Jugoslawienkriege                 |
| 27. April 1996 | Indien           | Anschlag in Uttar Pradesh | Separatisten   | autonomistisch                                  | Sprengstoff  | Bus                   | 12   | 20        |                                   |
| 28. April 1996 | Pakistan         | Anschlag in Punjab        |                |                                                 | Sprengstoff  | Bus                   | 37   | 30        |                                   |
| 29. April 1996 | Slowakei         | Anschlag in Bratislava    |                |                                                 | Sprengstoff  | Ehemaliger Polizist   | 1    | 0         |                                   |

## Mai
| Datum/Beginn | Betroffenes Land | Anschlag                      | Täter                      | Politische Ausrichtung                  | Mittel         | Ziel                                              | Tote | Verletzte | Hintergrund              |
| ------------ | ---------------- | ----------------------------- | -------------------------- | --------------------------------------- | -------------- | ------------------------------------------------- | ---- | --------- | ------------------------ |
| 08. Mai 1996 | Pakistan         | Anschlag in Sheikhupura       |                            |                                         | Sprengstoff    | Bus                                               | 7    | 39        |                          |
| 10. Mai 1996 | Zaire            | Anschlag in Goma              |                            |                                         |                | Hilfskonvoi                                       | 13   | 26        |                          |
| 11. Mai 1996 | Sri Lanka        | Anschlag in Batticaloa        | LTTE                       | autonomistisch, tamilisch-sozialistisch | Schusswaffe(n) | Militärpatrouille                                 | 23   | 13        | Bürgerkrieg in Sri Lanka |
| 11. Mai 1996 | Bangladesch      | Anschlag in Chittagong        | Bangladesh Jamaat-e-Islami | islamistisch                            | Steine         |                                                   | 0    | 50        |                          |
| 11. Mai 1996 | Algerien         | Anschlag in Blida             |                            |                                         | Autobombe      |                                                   | 3    | 70        | Algerischer Bürgerkrieg  |
| 12. Mai 1996 | Zaire            | Anschlag                      | Hutu-Extremisten           |                                         |                | Ruandische Flüchtlinge                            | 100  |           |                          |
| 14. Mai 1996 | Zaire            | Anschlag in Nord-Kivu         |                            |                                         |                | Kloster                                           | 10   | 30        |                          |
| 17. Mai 1996 | Burundi          | Anschlag in Muramvya          |                            |                                         | Schusswaffe(n) | Dorf                                              | 50   | 0         | Völkermorde in Burundi   |
| 19. Mai 1996 | Ruanda           | Anschlag in Bugarama          |                            |                                         |                | Gefängnis                                         | 37   | 0         | Völkermord in Ruanda     |
| 19. Mai 1996 | Zaire            | Anschlag in Sud-Kivu          | Hutu-Extremisten           |                                         | Schusswaffe    | Mitarbeiter einer italienischen Hilfsorganisation | 1    | 0         |                          |
| 21. Mai 1996 | Indien           | Anschlag in Neu-Delhi         | JKLF                       | autonomistisch                          | Sprengstoff    | Markt                                             | 13   | 38        | Aufstand in Kaschmir     |
| 22. Mai 1996 | Indien           | Anschlag in Rajasthan         |                            |                                         | Sprengstoff    | Bus                                               | 8    | 30        |                          |
| 23. Mai 1996 | Burundi          | Anschlag in Bubanza           | Tutsi-Extremisten          |                                         |                | Dorf                                              | 375  | 0         | Völkermorde in Burundi   |
| 25. Mai 1996 | Indien           | Anschlag in Jammu und Kashmir |                            |                                         | Sprengstoff    | Markt                                             | 1    | 46        | Aufstand in Kaschmir     |
| 28. Mai 1996 | Burundi          | Anschlag in Ngozi             | Hutu-Extremisten           |                                         |                | Flüchtlingslager                                  | 50   | 25        | Völkermorde in Burundi   |

## Juni
| Datum/Beginn  | Betroffenes Land       | Anschlag                  | Täter              | Politische Ausrichtung                    | Mittel               | Ziel                | Tote | Verletzte | Hintergrund             |
| ------------- | ---------------------- | ------------------------- | ------------------ | ----------------------------------------- | -------------------- | ------------------- | ---- | --------- | ----------------------- |
| 05. Juni 1996 | Zaire                  | Anschlag in Nord-Kivu     |                    |                                           | Schusswaffe          | Dorf                | 28   | 3         |                         |
| 06. Juni 1996 | Uganda                 | Anschlag im Norden        | LRA                | christlich                                | Schusswaffe(n)       | Militärkonvoi       | 23   | 0         | LRA-Konflikt            |
| 10. Juni 1996 | Pakistan               | Anschlag in Gujranwala    |                    |                                           | Sprengstoff          | Bus                 | 3    | 36        |                         |
| 12. Juni 1996 | Algerien               | Anschlag in Boumerdes     |                    |                                           | Autobombe            | Wohngebäude         | 2    | 20        | Algerischer Bürgerkrieg |
| 13. Juni 1996 | Burundi                | Anschlag in Kirundo       |                    |                                           | Granate(n)           | Flüchtlingslager    | 0    | 49        | Völkermorde in Burundi  |
| 13. Juni 1996 | Burundi                | Anschlag in Gitega        | Tutsi-Extremisten  |                                           | Bajonett(e)          | Dorf                | 70   | 2         | Völkermorde in Burundi  |
| 15. Juni 1996 | Vereinigtes Königreich | Anschlag in Manchester    | PIRA               | autonomistisch, irisch-katholisch         | Autobombe            | Stadtzentrum        | 0    | 212       | Nordirlandkonflikt      |
| 16. Juni 1996 | Jugoslawien            | Anschlag in Mitrovica     | UÇK                | autonomistisch, albanisch-nationalistisch | Schusswaffen         | Polizisten          | 1    | 1         | Jugoslawienkriege       |
| 17. Juni 1996 | Jugoslawien            | Anschlag in Podujeva      | UÇK                | autonomistisch, albanisch-nationalistisch | Schusswaffe(n)       | Serbischer Polizist | 0    | 1         | Jugoslawienkriege       |
| 22. Juni 1996 | Algerien               | Anschlag in Blida         |                    |                                           | Autobombe            | Markt               | 7    | 20        | Algerischer Bürgerkrieg |
| 25. Juni 1996 | Saudi-Arabien          | Anschlag in Khobar        | Hezbollah Al-Hejaz | islamistisch                              | Autobombe            | Apartmentkomplex    | 19   | 386       |                         |
| 25. Juni 1996 | Mexiko                 | Anschlag in Villahermosa  | PRD                | sozialdemokratisch                        | Brandstiftung        | Busse               | 0    | 75        |                         |
| 27. Juni 1996 | Ruanda                 | Anschlag in Gisenyi       | Hutu-Extremisten   |                                           | Schusswaffe(n)       | Dorf                | 27   | 0         | Völkermord in Ruanda    |
| 28. Juni 1996 | Zaire                  | Anschlag in Kongo Central |                    |                                           | Schusswaffe          | UN-Flüchtlingscamp  | 8    | 0         |                         |
| 30. Juni 1996 | Türkei                 | Anschlag in Tunceli       |                    |                                           | Selbstmordattentäter | Militärzeremonie    | 10   | 30        |                         |

## Juli
| Datum/Beginn  | Betroffenes Land       | Anschlag                | Täter                      | Politische Ausrichtung                                        | Mittel         | Ziel                                                     | Tote | Verletzte | Hintergrund              |
| ------------- | ---------------------- | ----------------------- | -------------------------- | ------------------------------------------------------------- | -------------- | -------------------------------------------------------- | ---- | --------- | ------------------------ |
| 01. Juli 1996 | Sri Lanka              | Anschlag in Uva         | LTTE                       | autonomistisch, tamilisch-sozialistisch                       | Granate        | Militärpatrouille (Minenräumung)                         | 64   | 4         | Bürgerkrieg in Sri Lanka |
| 03. Juli 1996 | Burundi                | Anschlag in Muramvya    | Hutu-Extremisten           |                                                               |                | Teefabrik                                                | 80   | 0         | Völkermorde in Burundi   |
| 12. Juli 1996 | Uganda                 | Anschlag im Osten       | LRA                        | christlich                                                    | Schusswaffe(n) | Flüchtlingslager                                         | 91   | 20        | LRA-Konflikt             |
| 14. Juli 1996 | Vereinigtes Königreich | Anschlag in Enniskillen | vermutlich CIRA            | autonomistisch, irisch-republikanisch, irisch-nationalistisch | Autobombe      | Hotel                                                    | 0    | 17        | Nordirlandkonflikt       |
| 20. Juli 1996 | Algerien               | Anschlag in Koléa       |                            |                                                               | Sprengsatz     | Cafeteria                                                | 5    | 30        | Algerischer Bürgerkrieg  |
| 22. Juli 1996 | Pakistan               | Anschlag in Lahore      |                            |                                                               | Sprengstoff    | Flughafen, Abflughalle                                   | 4    | 68        |                          |
| 23. Juli 1996 | Deutschland            | Anschlag in Bremen      |                            |                                                               | Brandstiftung  | Türkischer Verein                                        | 0    | 1         |                          |
| 24. Juli 1996 | Sri Lanka              | Anschlag in Colombo     | LTTE                       | autonomistisch, tamilisch-sozialistisch                       | Sprengstoff    | Pendlerzug                                               | 61   | 391       | Bürgerkrieg in Sri Lanka |
| 25. Juli 1996 | Uganda                 | Anschlag in Gulu        | LRA                        | christlich                                                    |                | Dorf                                                     | 58   | 0         | LRA-Konflikt             |
| 27. Juli 1996 | USA                    | Anschlag in Atlanta     | Eric Rudolph (Army of God) | christlich-fundamentalistisch                                 | Sprengsatz     | Centennial Olympic Stadium, Olympische Sommerspiele 1996 | 2    | 111       |                          |
| 27. Juli 1996 | Indonesien             | Anschlag in Jakarta     | Aktivisten                 |                                                               | Brandstiftung  | Regierungsgebäude                                        | 5    | 149       |                          |
| 29. Juli 1996 | Pakistan               | Anschlag in Lahore      | Aktivisten                 |                                                               | Schusswaffe(n) | Aktivisten                                               | 10   | 20        |                          |
| 29. Juli 1996 | Indien                 | Anschlag in Baramulla   |                            |                                                               | Granate        | Schrein                                                  | 2    | 100       | Aufstand in Kaschmir     |
| 29. Juli 1996 | Indien                 | Anschlag in Srinagar    |                            |                                                               | Granate        | Markt                                                    |      | 25        | Aufstand in Kaschmir     |

## August
| Datum/Beginn    | Betroffenes Land | Anschlag               | Täter             | Politische Ausrichtung                       | Mittel       | Ziel          | Tote | Verletzte | Hintergrund                       |
| --------------- | ---------------- | ---------------------- | ----------------- | -------------------------------------------- | ------------ | ------------- | ---- | --------- | --------------------------------- |
| 01. August 1996 | Afghanistan      | Anschlag in Nangarhar  |                   |                                              | Rakete       |               | 15   | 30        | Krieg in Afghanistan              |
| 04. August 1996 | Uganda           | Anschlag in Amuru      | LRA               | christlich                                   | Hacken       | Dorf          | 24   | 0         | LRA-Konflikt                      |
| 04. August 1996 | Algerien         | Anschlag in Tiaret     |                   |                                              | Autobombe    | Stadtzentrum  | 0    | 24        | Algerischer Bürgerkrieg           |
| 08. August 1996 | Algerien         | Anschlag in Algier     |                   |                                              | Sprengsatz   | Café          | 1    | 20        | Algerischer Bürgerkrieg           |
| 11. August 1996 | Sri Lanka        | Anschlag in Batticaloa |                   |                                              | Sprengstoff  | Hindu-Tempel  | 0    | 37        | Bürgerkrieg in Sri Lanka          |
| 13. August 1996 | Kolumbien        | Anschlag in Orito      |                   |                                              | Granate      | Demonstranten | 2    | 37        | Bewaffneter Konflikt in Kolumbien |
| 13. August 1996 | Südkorea         | Anschlag in Seoul      | Hanchongnyon      | linksextremistisch                           | Steine       | Polizeibusse  | 0    | 30        |                                   |
| 17. August 1996 | Kolumbien        | Anschlag in Medellín   |                   |                                              | Sprengstoff  | Diskothek     | 1    | 21        | Bewaffneter Konflikt in Kolumbien |
| 18. August 1996 | Pakistan         | Anschlag in Punjab     | Lashkar-e-Jhangvi | deobandisch-fundamentalistisch, salafistisch | Sturmgewehre | Versammlung   | 18   | 69        |                                   |
| 29. August 1996 | Sri Lanka        | Anschlag in Panadura   | LTTE              | autonomistisch, tamilisch-sozialistisch      | Schusswaffen | Polizeiposten | 29   | 15        | Bürgerkrieg in Sri Lanka          |

## September
| Datum/Beginn       | Betroffenes Land | Anschlag                            | Täter                      | Politische Ausrichtung                  | Mittel                                       | Ziel                    | Tote | Verletzte | Hintergrund              |
| ------------------ | ---------------- | ----------------------------------- | -------------------------- | --------------------------------------- | -------------------------------------------- | ----------------------- | ---- | --------- | ------------------------ |
| 07. September 1996 | Zaire            | Anschlag in Goma                    |                            |                                         | Landmine                                     | Rotes Kreuz-Fahrzeug    | 2    | 33        |                          |
| 09. September 1996 | Bangladesch      | Anschlag in Chittagong              | Shanti Bahini              | autonomistisch                          | Schusswaffen                                 | Zivilisten              | 30   | 2         |                          |
| 10. September 1996 | Pakistan         | Anschlag in Parachinar              | Schiitische Extremisten    |                                         | Automatische Schusswaffe(n), Mörser, Raketen | Sunnitische Milizionäre | 97   | 89        |                          |
| 12. September 1996 | Sri Lanka        | Anschlag in Ampara                  | LTTE                       | autonomistisch, tamilisch-sozialistisch | Granaten, Schusswaffen                       | Passagierbus            | 11   | 27        | Bürgerkrieg in Sri Lanka |
| 12. September 1996 | Algerien         | Anschlag in Algier                  |                            |                                         | Autobombe                                    | Polizeistation          | 2    | 28        | Algerischer Bürgerkrieg  |
| 19. September 1996 | Sri Lanka        | Anschlag in der Nord-Zentralprovinz | LTTE                       | autonomistisch, tamilisch-sozialistisch | Automatische Schusswaffe(n), Messer          | Dorf                    | 40   | 0         | Bürgerkrieg in Sri Lanka |
| 21. September 1996 | Indien           | Anschlag in Srinagar                | Muslimische Separatisten   |                                         | Automatische Schusswaffe(n), Granate(n)      | Wahllokale              | 1    | 24        | Aufstand in Kaschmir     |
| 22. September 1996 | Pakistan         | Anschlag in Multan                  | Schiitische Extremisten    |                                         | Automatische Schusswaffe(n)                  | Moschee                 | 21   | 33        |                          |
| 26. September 1996 | Bangladesch      | Anschlag in Khulna                  | Bangladesh Jamaat-e-Islami | islamistisch                            | Gewehr(e), Sprengsätze, Feldhockeyschläger   | Aktivisten              | 0    | 150       |                          |
| 27. September 1996 | Algerien         | Anschlag in Boufarik                |                            |                                         | Sprengsatz                                   | Markt                   | 7    | 20        | Algerischer Bürgerkrieg  |
| 29. September 1996 | China            | Anschlag in Santai                  |                            |                                         | Sprengstoff                                  | Kino                    | 11   | 97        |                          |
| 30. September 1996 | Sri Lanka        | Anschlag in Jaffna                  | LTTE                       | autonomistisch, tamilisch-sozialistisch | Landmine                                     | Polizeikonvoi           | 4    | 27        | Bürgerkrieg in Sri Lanka |

## Oktober
| Datum/Beginn     | Betroffenes Land       | Anschlag              | Täter             | Politische Ausrichtung                            | Mittel                 | Ziel                             | Tote | Verletzte | Hintergrund                 |
| ---------------- | ---------------------- | --------------------- | ----------------- | ------------------------------------------------- | ---------------------- | -------------------------------- | ---- | --------- | --------------------------- |
| 07. Oktober 1996 | Algerien               | Anschlag in Laghouat  |                   |                                                   | Messer, Schusswaffe(n) | Bus                              | 20   | 0         | Algerischer Bürgerkrieg     |
| 07. Oktober 1996 | Vereinigtes Königreich | Anschlag in Lisburn   | IRA               | autonomistisch, irisch-republikanisch, katholisch | 2 Autobomben           | Kaserne                          | 2    | 60        | Nordirlandkonflikt          |
| 10. Oktober 1996 | Uganda                 | Anschlag in Aboke     | LRA               | christlich                                        | Granate(n), Entführung | Schülerinnen                     | 4    | 30        | LRA-Konflikt                |
| 11. Oktober 1996 | Algerien               | Anschlag in Algier    |                   |                                                   | Sprengsatz             | Markt                            | 5    | 75        | Algerischer Bürgerkrieg     |
| 13. Oktober 1996 | Burundi                | Anschlag in Bururi    | Hutu-Extremisten  |                                                   |                        | Dorf                             | 40   | 0         | Völkermorde in Burundi      |
| 16. Oktober 1996 | Zaire                  | Anschlag in Goma      | Tutsi-Extremisten |                                                   |                        | Schwedisches Missionskrankenhaus | 40   |           |                             |
| 17. Oktober 1996 | Sierra Leone           | Anschlag in Tonkolili |                   |                                                   | Schusswaffen           | Krankenhaus                      | 36   | 0         | Bürgerkrieg in Sierra Leone |
| 24. Oktober 1996 | Algerien               | Anschlag in Algier    |                   |                                                   | Sprengsatz             | Passagierzug                     | 8    | 30        | Algerischer Bürgerkrieg     |

## November
| Datum/Beginn      | Betroffenes Land | Anschlag           | Täter | Politische Ausrichtung | Mittel     | Ziel               | Tote | Verletzte | Hintergrund             |
| ----------------- | ---------------- | ------------------ | ----- | ---------------------- | ---------- | ------------------ | ---- | --------- | ----------------------- |
| 05. November 1996 | Algerien         | Anschlag in Algier |       |                        | Messer     | Zivilisten         | 31   | 0         | Algerischer Bürgerkrieg |
| 07. November 1996 | Zaire            | Anschlag in Bukavu |       |                        |            | Spanische Priester | 3    | 0         |                         |
| 10. November 1996 | Algerien         | Anschlag in Algier |       |                        | Sprengsatz | Bus                | 15   | 30        | Algerischer Bürgerkrieg |

## Dezember
| Datum/Beginn      | Betroffenes Land | Anschlag              | Täter                                  | Politische Ausrichtung                                       | Mittel         | Ziel            | Tote | Verletzte | Hintergrund                       |
| ----------------- | ---------------- | --------------------- | -------------------------------------- | ------------------------------------------------------------ | -------------- | --------------- | ---- | --------- | --------------------------------- |
| 02. Dezember 1996 | Indien           | Anschlag in Ambala    |                                        |                                                              | Sprengstoff    | Zug             | 12   | 37        |                                   |
| 03. Dezember 1996 | Frankreich       | Anschlag in Paris     | GIA                                    | salafistisch, wahhabitisch                                   | Sprengsatz     | Verkehr         | 4    | 170       | Algerischer Bürgerkrieg           |
| 09. Dezember 1996 | Indien           | Anschlag in Nagaland  | National Socialist Council of Nagaland | autonomistisch, naga-nationalistisch, evangelisch-christlich | Sturmgewehre   | Buspassagiere   | 30   | 31        | Nagaland-Konflikt                 |
| 11. Dezember 1996 | Algerien         | Anschlag in Blida     | GIA                                    | salafistisch, wahhabitisch                                   | Schusswaffen   | Bus             | 20   | 7         | Algerischer Bürgerkrieg           |
| 13. Dezember 1996 | Indien           | Anschlag in Tripura   | Separatisten                           | autonomistisch                                               | Schusswaffe(n) | Markt           | 20   | 17        | Aufstand im Nordosten Indiens     |
| 16. Dezember 1996 | Kolumbien        | Anschlag in Medellín  |                                        |                                                              | Autobombe      | Wohngebäude     | 1    | 48        | Bewaffneter Konflikt in Kolumbien |
| 17. Dezember 1996 | Kolumbien        | Anschlag in Montería  |                                        |                                                              | Sprengstoff    | Gebäude         | 4    | 38        | Bewaffneter Konflikt in Kolumbien |
| 23. Dezember 1996 | Algerien         | Anschlag in Algier    |                                        |                                                              | Autobombe      | Café            | 8    | 20        | Algerischer Bürgerkrieg           |
| 23. Dezember 1996 | Algerien         | Anschlag in Algier    |                                        |                                                              | Autobombe      | Café            | 3    | 70        | Algerischer Bürgerkrieg           |
| 24. Dezember 1996 | Südafrika        | Anschlag in Worcester | Afrikaner Weerstandsbeweging           | rechtsextremistisch, neonazistisch, nationalistisch          | Sprengsatz     | Einkaufszentrum | 4    | 80        |                                   |
| 25. Dezember 1996 | Sambia           | Anschlag in Ndola     |                                        |                                                              | Sprengsatz     | Nachtclub       | 0    | 7         |                                   |
| 25. Dezember 1996 | Myanmar          | Anschlag in Rangun    |                                        |                                                              | Sprengstoff    | Pagode          | 8    | 36        | Bewaffnete Konflikte in Myanmar   |
| 26. Dezember 1996 | Algerien         | Anschlag in Algier    |                                        |                                                              | Autobombe      | Polizeistation  | 10   | 68        | Algerischer Bürgerkrieg           |
| 29. Dezember 1996 | Algerien         | Anschlag in Algier    |                                        |                                                              | Sprengsatz     | Café            | 0    | 20        | Algerischer Bürgerkrieg           |
| 29. Dezember 1996 | Algerien         | Anschlag in Ain Defla |                                        |                                                              | Messer         | Dorf            | 28   | 0         | Algerischer Bürgerkrieg           |
| 30. Dezember 1996 | Indien           | Anschlag in Assam     | BLTF                                   | autonomistisch, bodo-nationalistisch                         | Sprengstoff    | Zug             | 33   | 54        | Aufstand im Nordosten Indiens     |
| 31. Dezember 1996 | Syrien           | Anschlag in Aleppo    | Islamic Movement for Change            |                                                              | Sprengsatz     | Passagerbus     | 15   | 50        |                                   |